# 贝德福德 (爱荷华州)
贝德福德（Bedford）是美国艾奥瓦州泰勒县的城市，是泰勒县的县城， 2010年人口普查时人口为1440人。三火湖国家公园位于贝德福德东北几英里处。